# Lauren Barfield
Lauren Barfield (ur. 15 marca 1990 w Tacoma) – amerykańska siatkarka grająca na pozycji środkowej.

## Kariera
| Lata                  | Klub                            |
| --------------------- | ------------------------------- |
| 2008–2011             | University of Washington        |
| 2012–2013             | ASKÖ Linz-Steg                  |
| 2013–2014             | Siódemka SK bank Legionovia     |
| 2014–2016             | Köpenicker SC                   |
| 2016–2021             | Schweriner SC                   |
| 2021 (do 09.11.2021)  | IŁ Capital Legionovia Legionowo |
| 2021– (od 21.12.2021) | Sm’Aesch Pfeffingen             |

## Sukcesy klubowe
Liga austriacka:
- 2013

Liga niemiecka:
- 2017, 2018
- 2019

Superpuchar Niemiec:
- 2017, 2018, 2019, 2020

Puchar Niemiec:
- 2019, 2021

Liga szwajcarska:
- 2022[4]

## Nagrody indywidualne
- 2021: MVP w finale Pucharu Niemiec[5]